# 科尼斯頓湖
科尼斯頓湖（英語：Coniston Water）是位於英國英格蘭坎布里亞郡湖區的一座湖泊，也是湖區的第三大湖。科尼斯頓湖長5英里（8公里），寬半英里（800米），最深處有56米，面積是1.89平方英里（4.9平方）。

## 外部連結
- Tourist attractions in Coniston （页面存档备份，存于）
- Gondola information
- Lake District Walks - Coniston Water